# 5月29日 (旧暦)
旧暦5月29日は、旧暦5月の29日目である。年によっては5月の最終日となる。六曜は先負である。

## できごと
- 文久2年（グレゴリオ暦1862年6月26日） - 第二次東禅寺事件[要出典]。江戸・東禅寺のイギリス仮公使館に仮公使館を警備していた松本藩士が侵入しイギリス人水兵2人を殺害
- 明治4年（グレゴリオ暦1872年7月16日） - 吉原で大火。廓内2/3が焼失。678戸が類焼[1]。
- 明治5年（グレゴリオ暦1872年7月4日） - 東京師範学校（東京教育大学を経た、現在の筑波大学）設置

## 誕生日
- 応永11年（ユリウス暦1404年7月6日） - 山名宗全（持豊）、武将（+ 1473年[2]）
- 永正14年（ユリウス暦1517年6月18日） - 正親町天皇、106代天皇（+ 1593年）
- 元和4年（グレゴリオ暦1618年7月21日） - 林鵞峰（春斎）、朱子学者・林羅山の子（+ 1680年）
- 文政2年（グレゴリオ暦1819年7月20日）- 徳川斉温、尾張藩11代藩主（+ 1839年）
- 文久2年（グレゴリオ暦1862年6月26日） - 箕作元八、歴史家、箕作秋坪の四男（+ 1919年）

## 忌日
- 建久4年（ユリウス暦1193年6月29日） - 曾我五郎時致、武士・曾我兄弟の弟（* 1174年）
- 天明8年（グレゴリオ暦1788年7月2日） - 呉陵軒可有、 雑俳作者『柳多留』
- 文化14年（グレゴリオ暦1817年7月13日） - 海保青陵、儒学者･経世家（* 1755年）